# Kaskazini 'B' (huyện)
Kaskazini 'B' là một huyện thuộc vùng Zanzibar North, Tanzania. Thủ phủ của huyện Kaskazini 'B' đóng tại Donge Mbiji. Huyện Kaskazini 'B' có diện tích ki lô mét vuông. Đến thời điểm điều tra dân số ngày 25 tháng 8 năm 2002, huyện Kaskazini 'B' có dân số 52492 người.